# Stephen Miller (politisk rådgivare)
Stephen Miller, född 23 augusti 1985 i Santa Monica, Kalifornien, är en amerikansk politisk rådgivare och talskrivare.
Mellan den 20 januari 2017 och 20 januari 2021 var Miller, tillsammans med Jared Kushner, Senior Advisor (seniorrådgivare) till USA:s president Donald Trump.

## Karriär
Miller avlade kandidatexamen i statsvetenskap vid Duke University 2007. Efter studierna arbetade Miller som pressekreterare i USA:s representanthus åt republikanerna Michele Bachmann och John Shadegg. 2009 började han arbeta som rådgivare åt republikanen Jeff Sessions i USA:s senat.
I januari 2016 började Miller arbeta som rådgivare inom Donald Trumps presidentkampanj i presidentvalet 2016. Efter Trumps seger i presidentvalet utsågs Miller och Jared Kushner till Senior Advisors (seniorrådgivare) till president Trump i hans kabinett som tillträdde den 20 januari 2017.
I september 2017 rapporterade The New York Times att Miller stoppade Trump-administrationen från att visa för allmänheten en intern studie av USA:s hälso- och socialdepartement som fann att flyktingar hade en positiv nettoeffekt på statens intäkter. Miller insisterade på att bara kostnaderna av flyktingar skulle publiceras, inte de intäkter som flyktingar tog in.